# Condado de Macon (Alabama)
O Condado de Macon é um dos 67 condados do estado norte-americano do Alabama. De acordo com o censo de 2022, sua população é de 18.516 habitantes. A sede e sua maior cidade é Tuskegee. O condado foi fundado em 1832 e o seu nome é uma homenagem a Nathaniel Macon (1758-1837), membro do Congresso dos Estados Unidos pela Carolina do Norte.
Devido seu desenvolvimento em torno da cultura das plantations de algodão no século XIX, o condado é considerado como parte do Black Belt do Sul americano. O condado possui uma população de maioria negra desde antes da Guerra Civil Americana.

## História
Por anos a área foi habitada por diversas culturas indígenas. Durante a época do contato com os exploradores europeus, a região era habitada pelos creeks, descendentes da cultura mississippiana.
O condado foi estabelecido em 18 de dezembro de 1832, a partir das terras cedidas pelos creeks após a promulgação do Indian Removal Act, pelo Tratado de Cusseta. Os novos colonos trouxeram escravos consigo das áreas orientais do Sul ou os compraram nos mercados de escravos em Montgomery, Nova Orleans ou Mobile.
Na primeira metade do século XX, milhares de afro-americanos migraram para fora do condado rumo às cidades do Norte e do Meio-Oeste com o intuito de encontrar oportunidades de emprego e pela chance de escaparem da segregação legal. Os que permaneceram lutaram por empregos no condado mais rural do estado, e a população declinou em torno de um terço desde 1950.
Antes de 1983, o condado era conhecido principalmente por sediar o histórico Tuskegee Institute, agora Universidade de Tuskegee, e por seu notório fundador e primeiro presidente, Dr. Booker T. Washington. É também o local de nascimento da pioneira dos movimentos pelos direitos civis, Rosa Parks.

## Geografia
De acordo com o censo, sua área total é de 1590 km², destes sendo 1576,5 km² de terra e 13,5 km² de água.

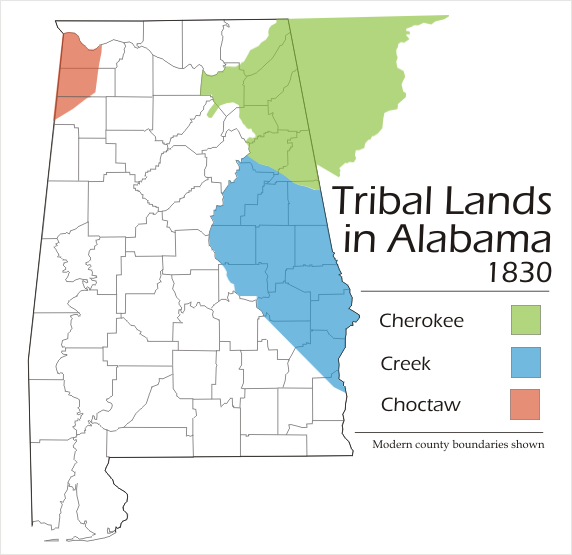
Em azul, as terras cedidas pelos creeks no Tratado de Cusseta, 1832.

### Condados adjacentes
- Condado de Tallapoosa, norte
- Condado de Lee, nordeste
- Condado de Russell, sudeste
- Condado de Bullock, sul
- Condado de Montgomery, sudoeste
- Condado de Elmore, noroeste

### Áreas de proteção nacional
- Sítio Histórico Nacional Tuskegee Airmen
- Sítio Histórico Nacional Instituto Tuskegee
- The George Washington Carver Museum
- Floresta Nacional Tuskegee

## Transportes

### Principais rodovias
- Interstate 85
- U.S. Highway 29
- U.S. Highway 80
- State Route 14
- State Route 49
- State Route 81
- State Route 138
- State Route 186
- State Route 199
- State Route 229

### Ferrovias
- CSX A&WP Subdivision
- Former Seabord Line (abandonada)

## Demografia
De acordo com o censo de 2022:
- População total: 18.516
- Densidade: 12 hab/km²
- Residências: 9.676
- Famílias: 7.136
- Composição da população:
  - Brancos: 18%
  - Negros: 79,9%
  - Nativos americanos e do Alaska: 0,3%
  - Asiáticos: 0,5%
  - Duas ou mais raças: 1,3%
  - Hispânicos ou latinos: 2,1%

## Comunidades

### Cidade
- Tuskegee (sede)

### Vilas
- Franklin
- Notasulga (parcialmente no condado de Lee)
- Shorter

### Comunidades não-incorporadas
- Boromville
- Creek Stand
- Cross Keys
- Fort Davis
- Hardaway
- Little Texas
- Milstead
- Society Hill
- Warriorstand